# 董毡
董毡（1032年—1083年），吐蕃人，唃厮啰国第二代赞普。
唃厮啰第三子，母亲乔氏。自幼随母亲居住在历精城（今青海西宁市多巴镇），深受唃厮啰宠爱，受到良好教育。九岁时，唃厮啰向宋朝请封，董毡被任命为会州刺史。唃厮啰在世时，已参预政事，屡立战功，部众信服。其父死后，领区分裂。奉行其父的施政措施，与宋朝保持和好关系。董毡占据黄河以北，依附宋朝对抗西夏。宋神宗初年，任命他为保顺军节度使、加太保、太傅。熙宁三年（1070年），梁乙埋攻打宋朝环州、庆州，他乘虚攻打西夏，沿边抄掠，俘获甚多，让西夏退兵。王安石采纳王韶欲取西夏，当先复河湟的《平戎策》。熙宁五年（1072年）命王韶率军进攻唃厮啰国属下的熙河地区。至次年九月，占领熙州、河州、洮州、岷州、叠州、宕州六州，招抚三十余万帐。董毡于是与西夏修好，联姻，熙宁七年（1074年），为抵制宋朝向湟水流域推进，派部将鬼章率数之众攻打河州，在河州北踏白城杀宋将景恩立等，阻止宋军的进攻。熙河之役后，宋为了集中力量对付西夏和辽，唃厮啰国也需要边境安宁，休养生息。于是在熙宁十年（1077年）十月、十二月，董毡两次使向宋朝进贡，得到封赐，由保顺军节度使改封为西平军节度使。元丰四年（1081年），宋朝分兵五路攻西夏，董毡应约，在西线配合宋攻夏，因功由常乐郡公进封为武威郡王。次年，拒绝西夏割地修好、联合抗宋的要求，派鬼章和阿里骨攻取斫龙、龊哆等城。元丰六年（1083年），再次拒绝西夏的修好之请，始终与宋朝维系盟好关系，成为宋牵制西夏的主要力量，宋神宗称赞其“虽中国士大夫存心公家者不过如此”。
| 前任： 父唃厮啰 | 唃厮啰國赞普 1065年—1087年 | 繼任： 养子阿里骨 |